# جان باتلر (نوازنده)
جان باتلر (انگلیسی: John Butler؛ زادهٔ ۱ آوریل ۱۹۷۵) یک موسیقی‌دان اهل ایالات متحده آمریکا است. وی از سال ۱۹۹۶ میلادی تاکنون مشغول فعالیت بوده‌است.